# Porphyrinia khalifa
Porphyrinia khalifa är en fjärilsart som beskrevs av Edward P. Wiltshire 1962. Porphyrinia khalifa ingår i släktet Porphyrinia och familjen nattflyn. Inga underarter finns listade i Catalogue of Life.